# Cyclolabus gracilicornis
Cyclolabus gracilicornis là một loài tò vò trong họ Ichneumonidae.